# José Higinio Rivera
José Higinio Rivera (San Lorenzo, 11 gennaio 1963) è un ex calciatore ecuadoriano, di ruolo difensore.

## Carriera
In Nazionale ha disputato 2 incontri amichevoli nel 1991.